# Métacétamol
Le métacétamol est un composé organique. C'est un régioisomère non toxique du paracétamol, doté de propriétés analgésiques (anti-douleur) et antipyrétiques (anti-fièvre), mais qui n'a jamais été commercialisé.
Une étude scientifique datant de 1980 a suggéré que le métacétamol pourrait être un analgésique et un antipyrétique plus sûr que le paracétamol.